# さんふらわあ さつま
さんふらわあ さつまは、商船三井さんふらわあが運航するフェリー。本項目では、2018年5月15日就航の3代目を取り扱う。

## 概要
さんふらわあ さつま (2代)の代船としてジャパン マリンユナイテッド横浜事業所磯子工場で建造され、2018年5月15日に就航した。
2015年11月16日に大阪－志布志航路の使用船舶2隻の代替と新造船の概要が発表された。その後、2017年1月31日、船名は先代の「さんふらわあ さつま」「さんふらわあ きりしま」をそれぞれ継承することが発表された。薩摩と霧島は南九州を代表する地域名で、南九州への「カジュアルクルーズ」を容易にイメージしやすいこと、前船が約24年間に渡って活躍しており、その名が親しまれていることなどが理由とされた。
2024年にはアニメ「ONE PIECE」とのコラボレーション企画に合わせて夏季のキャンペーン期間中に本船を含む大阪-志布志航路2隻のファンネルマークを同作品に合わせる形でモンキー・D・ルフィのデフォルメイラストをあしらった。

## 設計
船型は前船よりやや大型化（500総トン増）しており、車両積載能力がトラック積載台数で16％増強された。先行して同工場で建造された商船三井フェリーのさんふらわあ ふらの、さんふらわあ さっぽろと同様に、高効率ハイブリッドCRP推進システムを搭載しており、二重反転プロペラによる高効率推進、主機駆動・推進電動機駆動の2つの駆動方式を使用することで、巡航時の推進効率と出入港時の操船性能の両立を図っている。また、CRP推進システム、各種省エネ付加物の導入、最適船型の開発などにより、大型化と優れた環境性能を両立した設計となっている。

## 船内
船内のコンセプトは「初めての経験 わくわくドキドキ さんふらわあのカジュアルクルーズ」。カジュアルクルーズを主眼とした船として「船旅」を楽しむことを主眼に船室の個室化と設備の充実化、パブリックスペースの拡大が図られた。また、船内Wi-Fi「SSQ（SunFlower Smart Quest）」で船内案内、観光情報、映像コンテンツ等を配信し乗客手持ちのスマートフォンやタブレット端末で閲覧可能となっている。
内装デザインは商船三井客船「にっぽん丸」の改装や「さんふらわあ ごーるど」型などを手掛けたフラックス・デザインの渡辺友之が担当、1500年前の7歳の男子「はやと」を主人公としたコンセプチュアルストーリーを設定し、鹿児島をイメージしたデスティネーションデザインとして、上下船口のエスカレーターに三国名勝図会に描かれた「雄川の滝」、ルリカケス等の鹿児島に生息する動物をモチーフとしたアート、客室前廊下に鹿児島県・大隅地域のグラフィックや写真コラージュとカーペットに「南の国の森」のイメージで鹿児島県の県木であるカイコウズのデザイン等があしらわれた。

### 船室
前船と比較して個室が2割増（94室）となり、新たに専用バルコニーを有するスウィートが設けられたほか、全室にシャワー、洗面台、トイレが完備された。寝台は階段式となり、TVが装備された。バリアフリー対応客室、ペット対応客室も拡充された
なお発表当初、「スーペリア」は「スタンダード」、「プライベートシングル」は「プレミアムツーリストベッド」または「プライベートキャビン」、「プライベートベッド」は「ツーリストシングル」と呼称されていた。
また、個室志向の高まりを反映し大部屋であるツーリスト客室の廃止も検討されていたが、合宿需要を見込んで存続される形となっている。
デザインコンセプトは「ラグジュアリー・モダン」で、和風になりすぎずモダンなデザインを取り入れつつ鹿児島を匂わせる形としている。スイートルームはラグジュアリー客船のスイートルームの基準に合わせた32平米とし、デラックス和室は「ジャパニーズ・モダン」のデザインとし丸窓の中に障子を囲うなどのデザインを施した。
| クラス                                    | 部屋数                                                                    | 最大定員 | 設備                                                                                         |
| ----------------------------------------- | ------------------------------------------------------------------------- | -------- | -------------------------------------------------------------------------------------------- |
| スイート                                  | 2-3名×10室（8階）                                                         | 30名     | 専用バルコニー、バス、トイレ、洗面台、テレビ、冷蔵庫、電気ポット、空気清浄機、スリッパ       |
| スイート（バリアフリー）                  | 2-4名×2室（8階）                                                          | 8名      | 窓（バルコニーなし）、バス、トイレ、洗面台、テレビ、冷蔵庫、電気ポット、空気清浄機、スリッパ |
| デラックス                                | 洋室：2-5名×38室 和室：2-5名×2室 （7階）                                  | 200名    | 窓、シャワー、トイレ、洗面台、テレビ、冷蔵庫、電気ポット、空気清浄機、スリッパ               |
| デラックスウィズペット                    | 2-4名×10室（7階）                                                         | 40名     | 窓、シャワー、トイレ、洗面台、テレビ、冷蔵庫、電気ポット、空気清浄機、スリッパ               |
| スーペリア                                | 1-2名×32室（7階）                                                         | 64名     | シャワー、トイレ、洗面台、テレビ、冷蔵庫、電気ポット、スリッパ                               |
| プライベートシングル                      | 7名×1室、9名×1室（7階）                                                   | 16名     | テレビ、コンセント、スリッパ                                                                 |
| プライベートベッド                        | 16名×11室 グループ4名×4室 （7階）                                         | 192名    | 読書灯、コンセント、テレビ、洗面台（グループのみ）、スリッパ（グループのみ）                 |
| ツーリスト                                | 15・14名各1室（6階） 通常18・14名各1室（7階） バリアフリー14名×2室（7階） | 100名    | 読書灯、コンセント、共用テレビ                                                               |
| スタンダードシングル （ドライバールーム） | 1名×75室（6階）                                                           | 75名     | 洗面台、コンセント、テレビ、スリッパ                                                         |

### 設備
パブリックスペースは前船の2.5倍に拡張。レストランも面積は1.5倍、席数2割増（206席）となるほか、通常のバイキング営業の他テイクアウト用に単品メニュー販売も行われる。大浴場は1.7倍に拡張され、24時間利用可能なシャワールームが設けられる。また、トラックドライバー専用の大浴場が別に設けられる。
エントランスの天井では日本のフェリーで初の常設によるプロジェクションマッピング映像も上映され、鹿児島への旅の始まりをイメージした「セイルアウェイ」・鹿児島の自然を表した「四季」・船旅を楽しむイメージの「アンダーザシー」「宇宙の旅」の4コンテンツが用意されている。
7階
- 展望浴場
- シャワールーム - 24時間利用可能
- ドッグラン
- ペットルーム
- ベビールーム

6階
- プライベートベッド
- ドライバールーム
- レセプション
- アトリウム - 3フロア吹き抜け。「南国の森の祭り」をコンセプトに手すりを木立、壁面アートを木の葉のモチーフとし床に伝統工芸のデザインをあしらう[8]。
- ショップ
- レストラン - 「ラグジュアリー・モダーン」を基調とした内装で船首側は「海幸山幸」・船尾側は「浦島太郎 海彦・・・ハヤトの帰郷」の壁画をあしらう[8]。
- キッズルーム
- ゲームルーム
- レストラン・ビュッフェ
- プロムナード - 客船「にっぽん丸」同様に大きな丸窓を配置する[8]。
- ドライバー専用浴場

5階
- 車両甲板

4階
- 上下船口
- 車両甲板

3 - 1階
- 車両甲板